# Merle Jääger
Merle Jääger (ur. 19 października 1965 w Tallinnie) – estońska aktorka telewizyjna, teatralna i filmowa, poetka i pisarka publikująca pod pseudonimem Merca.

## Życiorys
Merle Jääger urodziła się i wychowała w Tallinnie, gdzie uczęszczała do szkoły podstawowej i średniej. Ojciec był kolejarzem, a matka księgową. Po ukończeniu szkoły średniej studiowała na kierunku aktorskim w Państwowym Konserwatorium w Tallinnie (obecnie Estońska Akademia Muzyki i Teatru). Studia ukończyła w 1988 roku i zaczęła pracować w Teatrze Vanemuine w Tartu. Język võro poznała w dzieciństwie dzięki babci, która należała do grupy etnicznej Setu.
Merle Jääger jest członkiem Rady Miasta Tartu (od 2017 roku) i zasiada w Komitecie ds. Kultury, należąc do Partii Isamaa oraz Estońskiej Partii Wolności. Startowała również w wyborach do Parlamentu Europejskiego w Estonii w 2014 roku z ramienia Estońskiej Partii Niepodległości, ale otrzymała tylko178 głosów. Ma jedną córkę z pierwszego małżeństwa, które się rozpadło. Mieszka na farmie w Obinitsa w Võrumaa. Służyła w Estońskich Siłach Obronnych i jest członkiem Akademickiej Jednostki Ligi Obrony w Tartu. Od 1990 roku należy do Eesti Teatriliidu (Estońskiego Związku Teatralnego), a od 1993 do Näitlejate Liidu (Estońskiego Związku Aktorów).
W 1988 roku otrzymała Voldemar Panso nimeline auhind przyznawanej od 1978 roku najlepszemu studentowi Konserwatorium w Tallinnie (Estońskiej Akademii Muzyki i Teatru) i wręczana 30 listopada, w dniu urodzin Voldemara Panso. W 2021 roku za zasługi dla kultury i języka seto otrzymała nagrodę im. Hilany Taarka.

### Gra aktorska
Grała nie tylko role kobiece. W spektaklu dyplomowym, który został wystawiony w klasztorze dominikanów w Tallinnie z 1987 roku zagrała Hamleta w dramacie Williama Shakespeare’a. Występowała, pisała i reżyserowała spektakle w amatorskim zespole teatralnym założonym w celu promowania i zachowania kultury i tożsamości Setu Taarka Heritage Theatre. W 2005 roku zagrała rolę Taarki w spektaklu na podstawie sztuki Kauksi Ülle w reżyserii Aina Mäeotsa wystawionym przez Teatr Miejski w Tallinnie.
Merle Jääger zagrała także w wielu rolach telewizyjnych. Pierwszą była rola Hildy w dwuczęściowym dramacie Soo w Eesti Televisioon (ETV) z 1992 roku, opartym na powieści z 1914 roku pod tym samym tytułem Oskara Lutsa. W 2009 roku zagrała Miię w sześciu odcinkach serialu kryminalnego Kanal 2 Kelgukoerad. Wystąpiła także w kilku innych estońskich seriach telewizyjnych w tym w: Kättemaksukontor (2013), Padjaklubi (2014) oraz Viimane võmm i Restart (2015).
W 1988 roku Jääger zadebiutowała w filmie krótkometrażowym Noid w reżyserii Elo Tusta na podstawie scenariusza Mati Unta. W 2005 roku zagrała w filmie pełnometrażowym Lembalę, żonę XIII-wiecznego wodza Estonii Lembitu (w tej roli Ain Mäeots) w komedii historycznej Malev wyreżyserowanej przez Kaarena Kaera, a w 2007 roku nauczycielkę historii w filmie Nasza Klasa w reżyserii Ilmara Raaga. Film ten zdobył kilka międzynarodowych nagród i był estońskim kandydatem w kategorii najlepszego filmu nieanglojęzycznego podczas 80. ceremonii wręczenia Oscarów. W 2007 roku zagrała matkę w dramacie Magnus w reżyserii Kadri Kõusaar. W 2011 roku zagrała w wyreżyserowanym przez Marta Kivastika dramacie Üks mu sõber. Wystąpiła też w filmach: Õnn tuleb magades (2016), Rohelised kassid (2017) i Klassikokkutulek 2: Pulmad ja matused będącym kontynuacją komedii Klassikokkutulek z 2016 roku. W 2019 roku wystąpiła jako Hilana Taarka, piosenkarka ludowa Seto z początku XX wieku w komedii historycznej Johannes Pääsukese tõeline elu w reżyserii Hardi Volmera.

## Twórczość

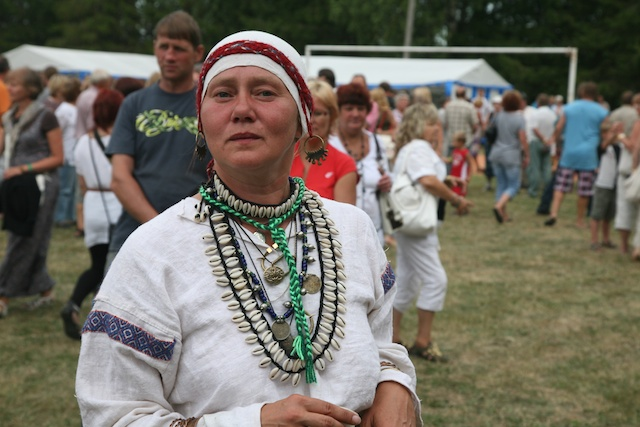
Merle Jääger podczas Dnia Seto w sierpniu 2011 r.

Od 1986 roku Merle Jääger publikuje swoją twórczość pod pseudonimem Merca. W 1988 roku współpracowała z wokalistą punkrockowego zespołu Vennaskond Tõnu Trubetsky'm, a dwa jej wiersze znalazły się w jego tomiku poetyckim Pogo, wydanym przez Eesti Raamat.
W 1988 roku Jääger był najmłodszym z dwudziestu czterech członków założycieli estońskiej grupy kulturalno-literackiej Wellesto. W grupie znaleźli się także tak wybitni intelektualiści jak Madis Kõiv, Maimu Berg, Mati Hint, Sven Grünberg, Doris Kareva, Rein Kruus, Toomas Liiv, Ivar Ivask, Toomas Raudam, Hasso Krull, Linnart Mäll, Jaan Undusk, Haljand Udam, Olev Remsu, Mati Sirkel, Ülu Aaloe i przyszły czwarty prezydent Estonii Toomas Hendrik Ilves. W 2000 roku została członkiem Związku Pisarzy Estońskich.

## Publikacje

### Zbiory poezji
- 1989: Merca by air mail[21]
- 1989: Mercamerka[22]
- 1998: Vana libu hommik[23]
- 2005: Hele häärber[24]
- 2007: Narrivile[25]
- 2020: Iseqnn[26]

### Książki
- 2009: Mees[27]
- 2015: Jututulbad[28]
- 2021: Ollipanõhõpõpääle w języku seto[29]

## Nagrody
- 1988: Voldemar Panso nimeline auhind (Nagroda Voldemara Panso)[10]
- 1997: Ants Lauteri nimeline auhind (Nagroda Antsa Lautera dla najlepszej aktorki)[30]
- 1998: Nagroda Estońskiego Związku Teatralnego (dla najlepszej aktorki)[31]
- 1999: Naispeaosatäitja auhind (Dla najlepszej aktorki)[32]
- 2009: Karl Eduard Söödi lasteluule aastaauhind (Nagroda im. Karla Eduarda Sööta) za zbiór poezji dla dzieci Mullivesi[33].
- 2014: Estonian Theatre Union Award (najlepsza aktorka drugoplanowa)[34]
- 2021: Hilana Taarka omakultuuripreemia[11] za książkę w języku seto Ollipanõhõpõpääle[29]